# Ousman A. Bah

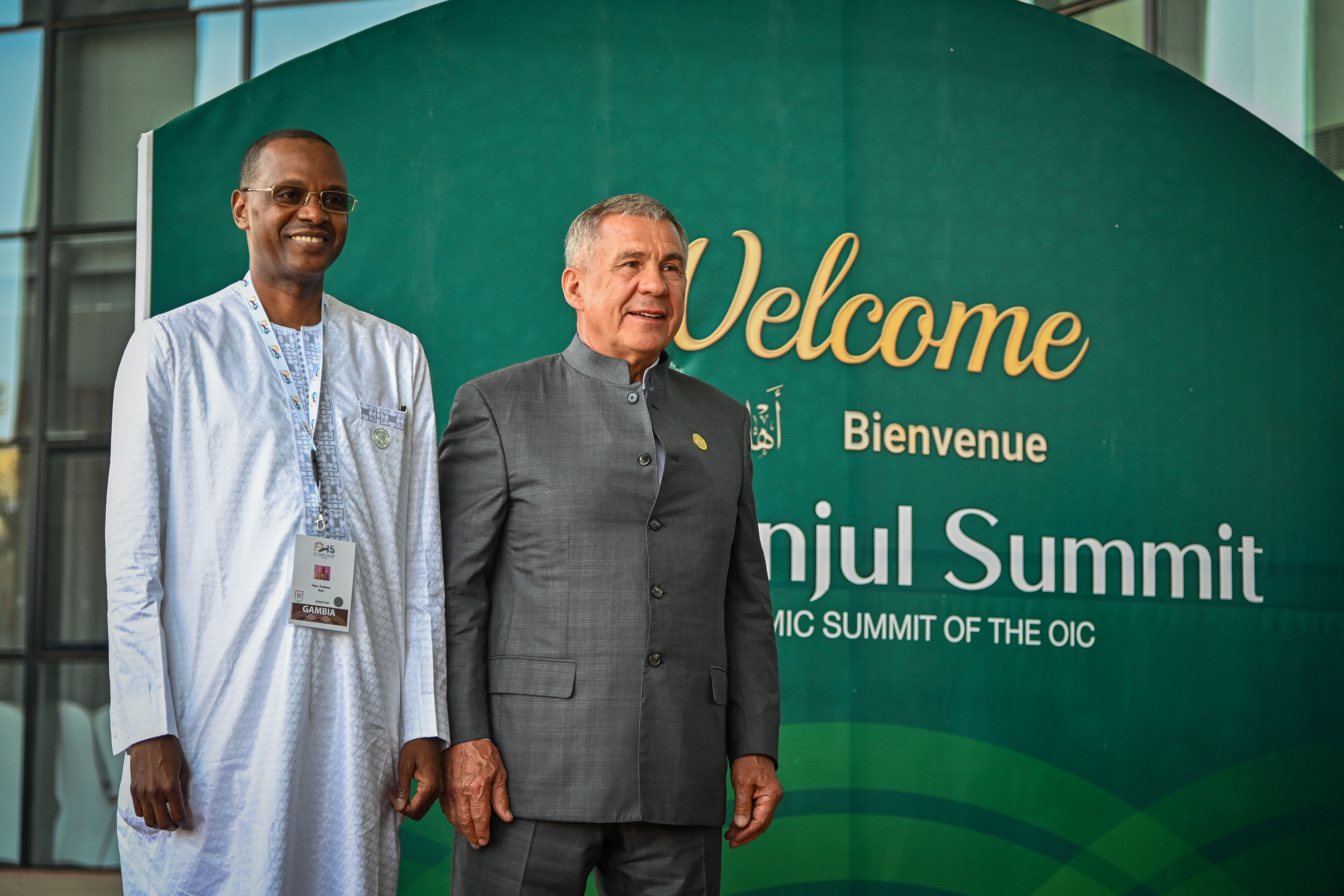
Ousman A. Bah mit Rustam N. Minnichanow (2024)

Ousman A. Bah (* 3. Juni 1973) ist ein gambischer Manager und Politiker. 

## Werdegang
Bah erwarb 2004 an der University of Phoenix in Arizona einen Bachelor in Informationstechnologie sowie 2007 einen Master in System- und Netzwerkmanagement an der Golden State University (eine nicht akkreditierte Einrichtung für nicht-traditionelle Hochschulbildung). Dort erwarb er auch einen MBA.
Er war in den USA 16 Jahre lang als Area Internet Manager bei AT&T tätig, ferner bei Pure Energies, der Bank of America, WorldPay, PayU, Heartland Payment Systems und als CEO der IIHTGambia.
Am 24. Juni 2022 wurde er von Präsident Adama Barrow zum Minister für Kommunikation und digitale Wirtschaft ernannt. Im Juli 2024 wurde er aus dem Ministeramt entlassen; die Aufsicht über das Ministerium wurde zunächst Ismaila Ceesay übertragen. Als Grund für die Entlassung wurde von der Regierung angegeben, Bah habe zwei Jahre gebraucht, um seine US-amerikanische Staatsbürgerschaft, über die er neben der gambischen verfügte, aufzugeben.
Bah ist verheiratet und hat zwei Kinder. Er lebt mit seiner Familie in der San Francisco Bay Area in Kalifornien.